# Thessalon
Thessalon – miejscowość (ang. town) w Kanadzie, w prowincji Ontario, w dystrykcie Algoma.
Powierzchnia Thessalon to 4,38 km². Według danych spisu powszechnego z roku 2001 Thessalon liczy 1386 mieszkańców (316,44 os./km²).